# Portia labiata
Portia labiata là một loài nhện trong họ Salticidae.
Loài này thuộc chi Portia. Portia labiata được Tord Tamerlan Teodor Thorell miêu tả năm 1887.

## Hình ảnh

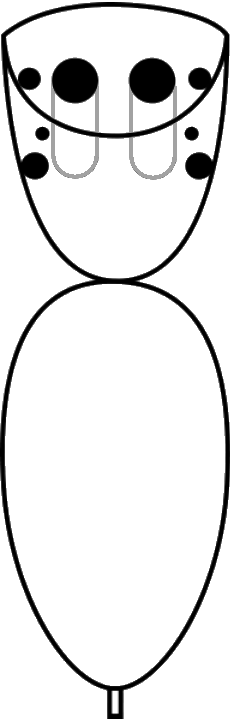